# Sphenopholis obtusata
Sphenopholis obtusata là một loài thực vật có hoa trong họ Hòa thảo. Loài này được (Michx.) Scribn. miêu tả khoa học đầu tiên năm 1906.

## Hình ảnh

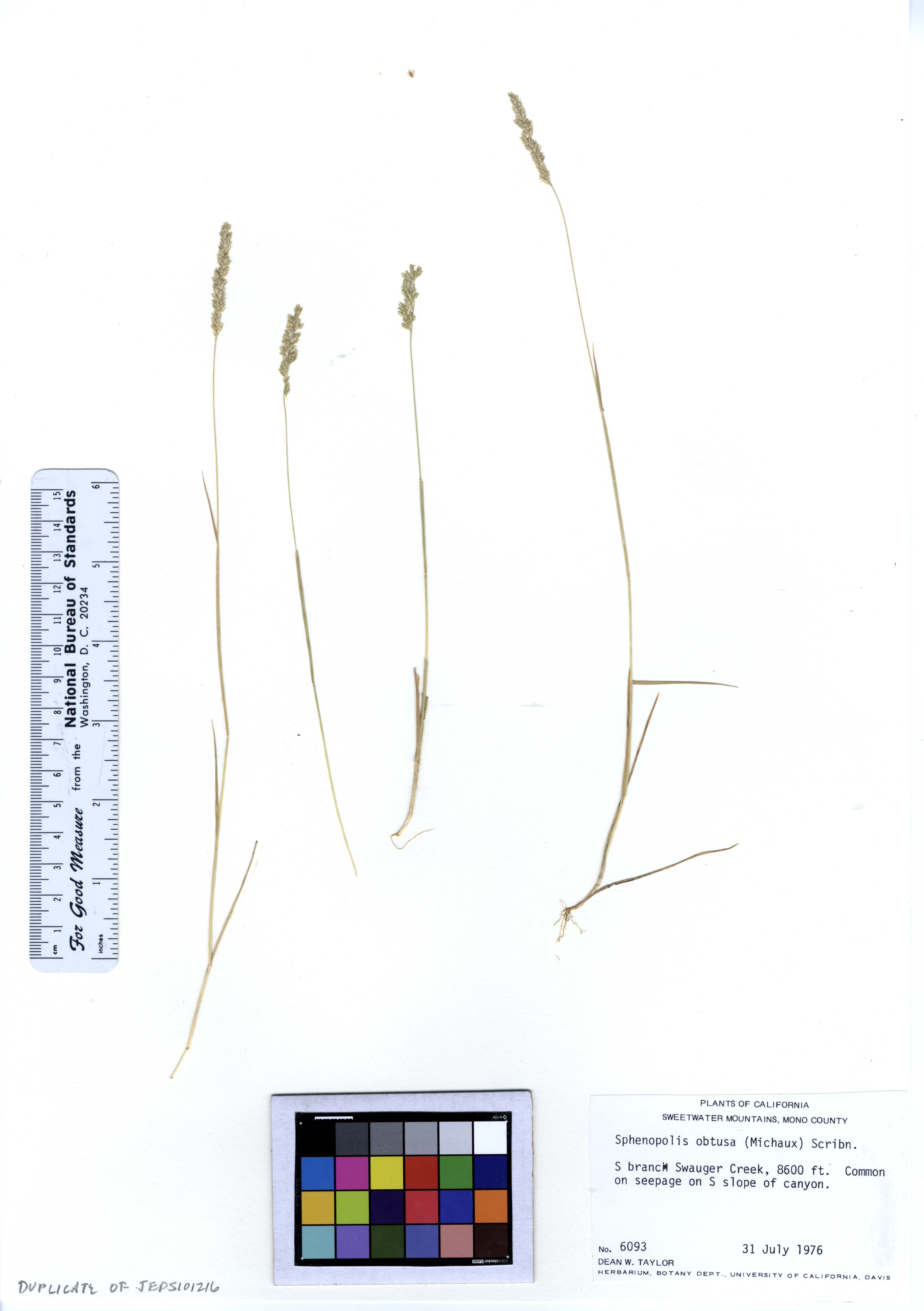
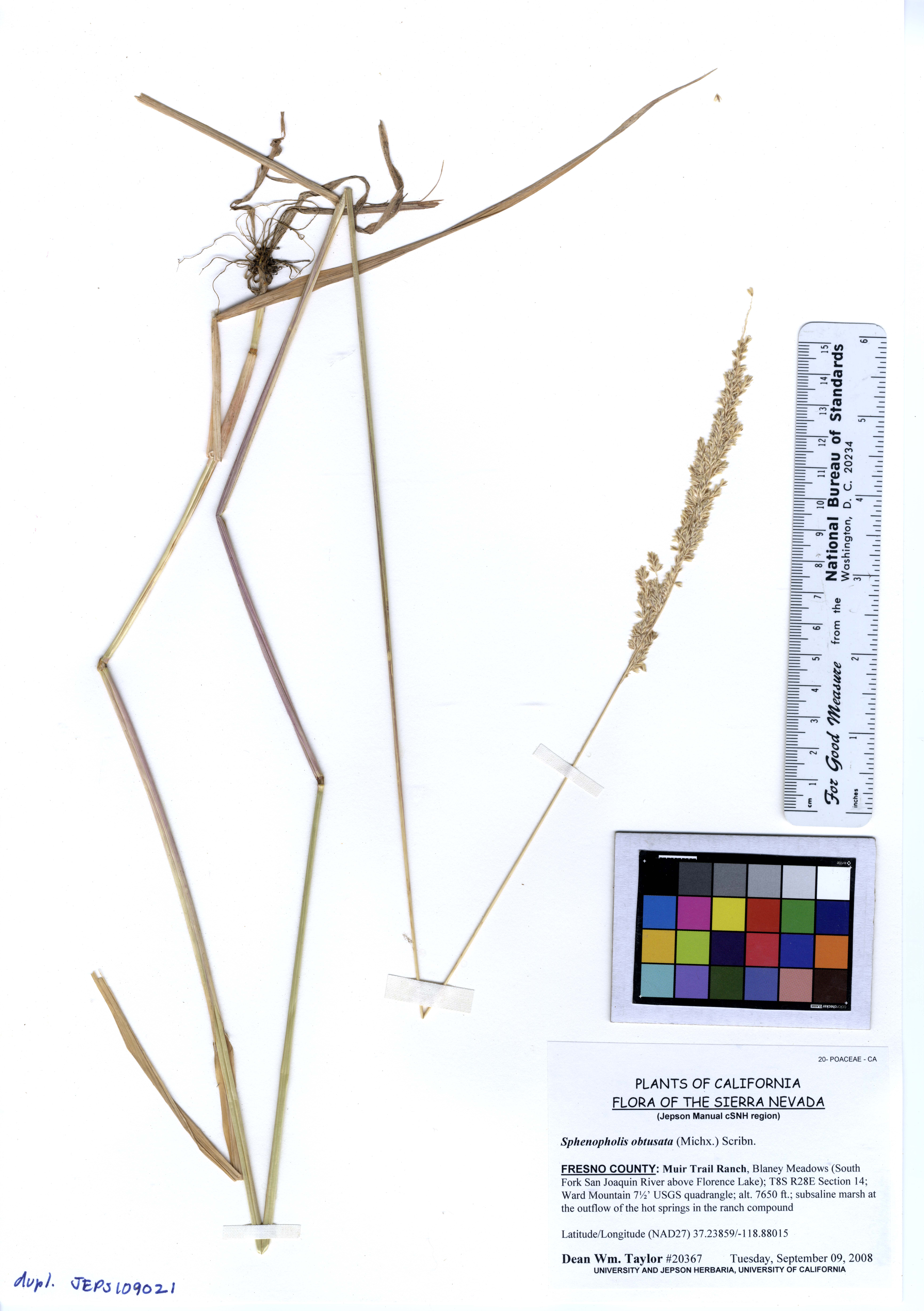